# Orehovski Vrh
Orehovski Vrh je naselje u slovenskoj Općini Gornjoj Radgoni. Orehovski Vrh se nalazi u pokrajini Štajerskoj i statističkoj regiji Pomurju. 

## Stanovništvo
Prema popisu stanovništva iz 2002. godine naselje je imalo 131 stanovnika.